# Kulany-Kolonie
Kulany-Kolonie – część wsi Kulany w Polsce, położona w województwie mazowieckim, w powiecie mławskim, w gminie Wieczfnia Kościelna.
W latach 1975–1998 Kulany-Kolonie administracyjnie należały do województwa ciechanowskiego.